# Basketball Africa League 2025
La Basketball Africa League 2025 è la quinta edizione della Basketball Africa League. Il campionato è stato organizzato dalla NBA in collaborazione con la FIBA. La stagione inizierà il 5 aprile e terminerà il 14 giugno 2024 con la finale. I playoff e la finale si terranno per la prima volta a Pretoria, in Sudafrica.
La squadra dell'Angola del Petro Atlético è la squadra campione in carica, avendo vinto la stagione precedente. I vincitori guadagneranno il diritto di partecipare alla FIBA Intercontinental Cup 2025.
Il 21 novembre 2024, la BAL ha annunciato che la fase a gironi si sarebbe svolta in tre Paesi: la Nile Conference si terrà alla Salle Moulay Abdellah di Rabat, in Marocco; la Sahara Conference alla Dakar Arena di Dakar, in Senegal; e la Kalahari Conference alla BK Arena di Kigali, in Ruanda.
I playoff e la finale si disputeranno invece alla SunBet Arena di Pretoria, in Sudafrica.

## Qualificazioni
Il numero di squadre qualificate direttamente è cambiato rispetto alle precedenti quattro stagioni, poiché la BAL ora assegna otto posti diretti a leghe e mercati designati. Di conseguenza, ai campioni del Marocco è stato assegnato un posto diretto nel torneo, mentre solo quattro squadre si sarebbero qualificate tramite la Road to BAL.
FIBA Africa aveva annunciato che anche i campioni del Sudafrica avrebbero ricevuto una qualificazione diretta, e ciò è stato di fatto rispettato quando ai campioni sudafricani, gli MBB Basketball, è stata concessa una wild card per la competizione.
Qualificazione tramite Road to BAL
| Pos. | Nazione    | Squadra              | Note                                |
| ---- | ---------- | -------------------- | ----------------------------------- |
| 1    | Kenya      | Nairobi City Thunder | Vincitore Road to BAL East Division |
| 2    | Capo Verde | Kriol Star           | Finalista Road to BAL East Division |

| Pos. | Nazione | Squadra         | Note                                |
| ---- | ------- | --------------- | ----------------------------------- |
| 1    | Libia   | Al-Ahly Tripoli | Vincitore Road to BAL West Division |
| 2    | Mali    | Stade Malien    | Finalista Road to BAL West Division |

## Squadre partecipanti
I campioni in carica, il Petro Atlético, sono stati la prima squadra a qualificarsi, avendo vinto l’Angolan Basketball League 2023-24 il 12 maggio 2024, ottenendo così l’accesso per la quinta stagione consecutiva, un record nella competizione.
L'Al-Ittihad Alessandria farà il suo debutto, diventando il terzo club egiziano a partecipare alla lega, mentre l'ASC Ville de Dakar è diventata la terza squadra senegalese a qualificarsi, grazie alla vittoria nel campionato Nationale 1 Masculin nel 2024.Gli MBB Basketball del Sudafrica sono stati annunciati il 12 gennaio 2025 come ultimi rappresentanti, dopo aver ricevuto una wild card.
Questa stagione vedrà il debutto di sei nuove squadre nella competizione, il maggior numero di debuttanti in una stagione dall'introduzione della BAL.
| Squadra                | Metodo qualificazione                               | Data qualificazione | App. | Ultima partecipazione | Cons. | Miglior risultato       | Note   |
| ---------------------- | --------------------------------------------------- | ------------------- | ---- | --------------------- | ----- | ----------------------- | ------ |
| Petro Atlético         | Campioni Angolan Basketball League 2023-2024        | 5 dicembre 2024     | 5°   | 2024                  | 5     | Campioni (2024)         | [ 4 ]  |
| Al-Ittihad Alessandria | Campioni Egyptian Basketball Super League 2023-2024 | 13 giugno 2024      | 1°   | N.D.                  | 1     | N.D.                    | [ 5 ]  |
| U.S. Monastir          | Campioni Championnat National A 2023-2024           | 27 giugno 2024      | 5°   | 2024                  | 5     | Campioni (2022)         | [ 8 ]  |
| ASC Ville de Dakar     | Campioni Nationale 1 2024                           | 27 giugno 2024      | 1°   | N.D.                  | 1     | N.D.                    | [ 6 ]  |
| APR Kingali            | Campioni Rwanda Basketball League 2024              | 23 settembre 2024   | 2°   | 2024                  | 2     | Fase a gironi (2024)    | [ 9 ]  |
| Rivers Hoopers         | Campioni NBBF Premier League 2024                   | 19 novembre 2024    | 3°   | 2024                  | 2     | Terzo posto (2024)      | [ 10 ] |
| FUS Rabat              | Campioni Division Excellence 2023-2024              | 10 luglio 2024      | 2°   | 2024                  | 2     | Quarti di finale (2024) | [ 3 ]  |
| Al-Ahly Tripoli        | Vincitore Road to BAL West Division                 | 9 novembre 2024     | 1°   | N.D.                  | 1     | N.D.                    | [ 11 ] |
| Stade Malien           | Finalista Road to BAL West Division                 | 9 novembre 2024     | 2°   | 2023                  | 2     | Terzo posto (2023)      | [ 12 ] |
| Kriol Star             | Finalista Road to BAL East Division                 | 2 dicembre 2024     | 1°   | N.D.                  | 1     | N.D.                    | [ 13 ] |
| Nairobi City Thunder   | Vincitore Road to BAL East Division                 | 2 dicembre 2024     | 1°   | N.D.                  | 1     | N.D.                    | [ 14 ] |
| MBB Basketball         | Wild card                                           | 12 gennaio 2025     | 1°   | N.D.                  | 1     | N.D.                    | [ 15 ] |

### Personale
| Squadra                | Allenatore           | Capitano           |
| ---------------------- | -------------------- | ------------------ |
| Al-Ahly Tripoli        | Fouad Chakra         | Mohamed Sadi       |
| Al-Ittihad Alessandria | Ahmed Omar           | Ahmed El Sabbagh   |
| ASC Ville de Dakar     | Libasse Faye         | Bara Ndiaye        |
| APR Kingali            | James Maye           | William Robeyns    |
| FUS Rabat              | Said El Bouzidi      | Abdelhakim Zouita  |
| Kriol Star             | Hugo Salgado         | Joel Almeida       |
| MBB Basketball         | Sam Vincent          | Lebesa Selepe      |
| Nairobi City Thunder   | Brad Ibs             | Tylor Ongwae       |
| Petro Atlético         | Sergio Valdeolmillos | Childe Dundão      |
| Rivers Hoopers         | Ogoh Odaudu          | Onyebuchi Nwaiwu   |
| Stade Malien           | Boubacar Kanouté     | Mahamane Coulibaly |
| U.S. Monastir          | Vasco Curado         | Radhouane Slimane  |

## Calendario
Il calendario ufficiale della stagione 2025 è stata rilasciato il 21 Novembre 2024.
| Fase                               | Turno                  | Partite                      |
| ---------------------------------- | ---------------------- | ---------------------------- |
| Turno qualificazione (Road to BAL) | Primo turno            | 8 Ottobre – 1 Novembre 2024  |
| Turno qualificazione (Road to BAL) | Elite 16               | 5 Novembre – 3 Dicembre 2024 |
| Fase a gironi                      | Nile Conference        | 5 – 13 Aprile 2025           |
| Fase a gironi                      | Sahara Conference      | 26 Aprile – 5 Maggio 2025    |
| Fase a gironi                      | Kalahari Conference    | 17 – 25 Maggio 2025          |
| Partite piazzamento                | Partite piazzamento    | 6 – 14 Giugno 2025           |
| Playoff                            | Quarti di finale       | 6 – 14 Giugno 2025           |
| Playoff                            | Semifinali             | 6 – 14 Giugno 2025           |
| Playoff                            | Finale and Terzo posto | 6 – 14 Giugno 2025           |

## Fase a gironi
La fase a gironi si disputa tra il 5 aprile e il 25 maggio 2024. Le dodici squadre partecipanti sono suddivise in tre Conference. Il calendario ufficiale è stato annunciato dalla BAL il 28 febbraio 2025.
Criteri di spareggio
Il posizionamento delle squadre nella stagione regolare è stato determinato secondo i seguenti criteri:
1. Numero di vittorie e sconfitte;
2. Risultati negli scontri diretti;
3. Differenza punti nelle partite tra le squadre interessate;
4. Numero di punti segnati nelle partite tra le squadre interessate;
5. Differenza media punti in tutte le partite giocate contro le altre squadre della Conference;
6. Media dei punti segnati in tutte le partite contro le altre squadre della Conference;
7. Sorteggio.

### Kalahari Conference
| Pos | Squadra                | G | V | P | PF  | PS  | DP  | %     | Qualificazione               |  | AIA    | RIV   | FUS   | SMB   |
| --- | ---------------------- | - | - | - | --- | --- | --- | ----- | ---------------------------- |  | ------ | ----- | ----- | ----- |
| 1   | Al-Ittihad Alessandria | 6 | 6 | 0 | 526 | 428 | +98 | 1,000 | Qualificato ai Playoff       |  | —      | 94–77 | 98–74 | 91–68 |
| 2   | Rivers Hoopers         | 6 | 4 | 2 | 484 | 466 | +18 | ,667  | Qualificato ai Playoff       |  | 80–100 | —     | 88–82 | 79–59 |
| 3   | FUS Rabat              | 6 | 2 | 4 | 456 | 475 | −19 | ,333  | Possibile accesso ai Playoff |  | 60–71  | 71–79 | —     | 92–72 |
| 4   | Stade Malien           | 6 | 0 | 6 | 395 | 492 | −97 | ,000  |                              |  | 69–72  | 60–81 | 67–77 | —     |

### Sahara Conference
| Pos | Squadra            | G | V | P | PF  | PS  | DP  | %    | Qualificazione               |  | USM   | APL    | KRS   | AVD   |
| --- | ------------------ | - | - | - | --- | --- | --- | ---- | ---------------------------- |  | ----- | ------ | ----- | ----- |
| 1   | U.S. Monastir      | 6 | 4 | 2 | 478 | 444 | +34 | ,667 | Qualificato ai Playoff       |  | —     | 87–73  | 88–72 | 77–68 |
| 2   | Petro Atlético     | 6 | 3 | 3 | 463 | 432 | +31 | ,500 | Qualificato ai Playoff       |  | 78–68 | —      | 69–71 | 76–67 |
| 3   | Kriol Star         | 6 | 3 | 3 | 461 | 506 | −45 | ,500 | Possibile accesso ai Playoff |  | 83–91 | 74–103 | —     | 66–63 |
| 4   | ASC Ville de Dakar | 6 | 2 | 4 | 425 | 445 | −20 | ,333 |                              |  | 70–67 | 65–64  | 92–95 | —     |

### Nile Conference
| Pos | Squadra              | G | V | P | PF  | PS  | DP   | %     | Qualificazione               |  | AHT    | APR     | MBB    | NCT    |
| --- | -------------------- | - | - | - | --- | --- | ---- | ----- | ---------------------------- |  | ------ | ------- | ------ | ------ |
| 1   | Al-Ahly Tripoli      | 6 | 6 | 0 | 604 | 498 | +106 | 1,000 | Qualificato ai Playoff       |  | —      | 106–102 | 102–73 | 104–91 |
| 2   | APR Kingali          | 6 | 3 | 3 | 530 | 508 | +22  | ,500  | Qualificato ai Playoff       |  | 68–90  | —       | 88–94  | 92–63  |
| 3   | MBB Basketball       | 6 | 2 | 4 | 476 | 539 | −63  | ,333  | Possibile accesso ai Playoff |  | 73–102 | 81–103  | —      | 76–85  |
| 4   | Nairobi City Thunder | 6 | 1 | 5 | 474 | 539 | −65  | ,167  |                              |  | 87–115 | 74–77   | 74–75  | —      |

### Confronto fra le terze classificate
| Pos | Gr       | Squadra        | G | V | P | PF  | PS  | DP  | %    | Qualificazione            |
| --- | -------- | -------------- | - | - | - | --- | --- | --- | ---- | ------------------------- |
| 1   | Sahara   | Kriol Star     | 6 | 3 | 3 | 461 | 506 | −45 | ,500 | Qualificate per i Playoff |
| 2   | Kalahari | FUS Rabat      | 6 | 2 | 4 | 456 | 475 | −19 | ,333 | Qualificate per i Playoff |
| 3   | Nile     | MBB Basketball | 6 | 2 | 4 | 476 | 539 | −63 | ,333 |                           |

## Playoff
I Playoff della quinta stagione della BAL avranno inizio il 6 giugno 2025 e termineranno il 14 giugno 2025, con la sfida finale. I playoff e la finale si terranno per la prima volta a Pretoria, in Sudafrica

### Partite per i piazzamenti
| Squadra 1       | Risultato     | Squadra 2              |
| --------------- | ------------- | ---------------------- |
| Al-Ahly Tripoli | 74–85 (1°–2°) | Al-Ittihad Alessandria |
| U.S. Monastir   | 89–81 (3°–4°) | Rivers Hoopers         |
| Petro Atlético  | 57–75 (5°–6°) | APR Kingali            |
| Kriol Star      | 91–88 (7°–8°) | FUS Rabat              |

### Tabellone
|  | Quarti di finale | Quarti di finale       | Quarti di finale |          |          | Semifinali             | Semifinali     | Semifinali |           |           | Finale      | Finale                 | Finale                 |                        |           |
|  |                  |                        |                  |          |          |                        |                |            |           |           |             |                        |                        |                        |           |
|  | 8 giugno         |                        |                  |          |          |                        |                |            |           |           |             |                        |                        |                        |           |
|  | 1                | Al-Ittihad Alessandria | 86               |          |          |                        |                |            |           |           |             |                        |                        |                        |           |
|  | 8                | FUS Rabat              | 83               |          |          | 11 giugno              | 11 giugno      | 11 giugno  | 11 giugno | 11 giugno |             |                        |                        |                        |           |
|  |                  |                        |                  |          | 1        | Al-Ittihad Alessandria | 74             |            |           |           |             |                        |                        |                        |           |
|  | 9 giugno         | 9 giugno               | 9 giugno         | 9 giugno |          | 6                      | Petro Atlético | 96         |           |           |             |                        |                        |                        |           |
|  | 3                | U.S. Monastir          | 84               |          |          |                        |                |            |           |           |             |                        |                        |                        |           |
|  | 6                | Petro Atlético         | 95               |          |          |                        |                |            |           |           | 13 giugno   | 13 giugno              | 13 giugno              | 13 giugno              | 13 giugno |
|  |                  |                        |                  |          |          |                        |                |            |           |           | 6           | Petro Atlético         | 67                     |                        |           |
|  | 8 giugno         | 8 giugno               | 8 giugno         | 8 giugno | 8 giugno |                        |                |            |           |           | 2           | Al-Ahly Tripoli        | 88                     |                        |           |
|  | 2                | Al-Ahly Tripoli        | 107              |          |          |                        |                |            |           |           |             |                        |                        |                        |           |
|  | 7                | Kriol Star             | 81               |          |          | 11 giugno              | 11 giugno      | 11 giugno  | 11 giugno | 11 giugno |             | Finale per il 3º posto | Finale per il 3º posto | Finale per il 3º posto |           |
|  |                  |                        |                  |          | 2        | Al-Ahly Tripoli        | 84             |            | 13 giugno | 13 giugno | 13 giugno   | 13 giugno              | 13 giugno              |                        |           |
|  | 9 giugno         | 9 giugno               | 9 giugno         | 9 giugno |          | 5                      | APR Kingali    | 71         |           |           | 1           | Al-Ittihad Alessandria | 90                     |                        |           |
|  | 4                | Rivers Hoopers         | 73               |          |          |                        |                |            |           | 5         | APR Kingali | 123                    |                        |                        |           |
|  | 5                | APR Kingali            | 104              |          |          |                        |                |            |           |           |             |                        |                        |                        |           |

### Quarti di finale
| Arbitri: | Julian Scott Amr Aboollo Asmae Benkhadra |

|                     |          |              |
| White Jr. 34        | Punti    | 25 Ntambwe   |
| Badrush 7           | Assist   | 6 I. Almeida |
| Marei, White Jr. 13 | Rimbalzi | 8 I. Almeida |

| Arbitri: | Kenny Jones Oumar Sy Claudio Eiuba |

|                        |          |           |
| Lual-Acuil, Vinales 16 | Punti    | 23 Jordan |
| Vinales 7              | Assist   | 6 Abada   |
| Lual-Acuil 11          | Rimbalzi | 8 Kourdou |

| Arbitri: | Pat O'Connell Arnold Moseya Amir Taboubi |

|                    |          |           |
| Akec 21            | Punti    | 21 Omot   |
| Akec 4             | Assist   | 10 Randle |
| Garba, Olisemeka 7 | Rimbalzi | 9 Diarra  |

| Arbitri: | Chelisa Painter Kingsley Ojeaburu Jean Sauveur Ruhamiriza |

|            |          |                   |
| Hardy 17   | Punti    | 20 Ray            |
| Eldridge 5 | Assist   | 6 Dundão, Gardner |
| Eldridge 8 | Rimbalzi | 6 Gardner         |

### Semifinali
| Arbitri: | Chelisa Painter Yann Vezo Davidson Amr Aboollo |

|                |          |          |
| White Jr. 23   | Punti    | 22 Omot  |
| Adams, Marei 6 | Assist   | 4 Randle |
| Marei 10       | Rimbalzi | 9 Diarra |

| Arbitri: | Pat O'connell Arnold Moseya Jean Sauveur Ruhamiriza |

|              |          |            |
| Deng 17      | Punti    | 21 Ray     |
| Lual-Acuil 7 | Assist   | 7 Diabaté  |
| Lual-Acuil 7 | Rimbalzi | 12 Gardner |

### Finale terzo posto
| Arbitri: | Ken Jones Oumar Sy Asmae Benkhadra |

|               |          |                           |
| Mohamed 20    | Punti    | 32 Mpoyo                  |
| Aboushousha 6 | Assist   | 10 Nshobozwabyosenumukiza |
| M. Deng 9     | Rimbalzi | 10 Diarra                 |

### Finale
| Arbitri: | Julian Scott Yann Vezo Davidson Annie Joyce Muchenu |

|          |          |           |
| Marei 22 | Punti    | 12 Gakou  |
| Adams 7  | Assist   | 8 Dundão  |
| Marei 19 | Rimbalzi | 5 Gardner |

| Quintetto titolare | Quintetto titolare | Quintetto titolare  | Pt | Rim | Ass |
| ------------------ | ------------------ | ------------------- | -- | --- | --- |
| PG                 | 2                  | Jaylen Adams        | 11 | 7   | 7   |
| AP                 | 4                  | Fabian White        | 18 | 9   | 0   |
| G                  | 7                  | Naseim Badrush      | 0  | 0   | 2   |
| PG                 | 13                 | Mohamed Sadi        | 11 | 4   | 8   |
| C                  | 50                 | Assem Marei         | 22 | 19  | 3   |
| Panchina:          |                    |                     |    |     |     |
| PG                 | 5                  | Jean Jacques Boissy | 12 | 1   | 2   |
| G                  | 10                 | Caleb Agada         | 10 | 2   | 4   |
| PG                 | 11                 | Bakeer Fellah       | 0  | 0   | 0   |
| C                  | 12                 | Emmanuel Onoja      | 0  | 1   | 0   |
| G                  | 23                 | Ahmed Alsawadiq     | 2  | 0   | 1   |
| C                  | 24                 | Anees Almansouri    | 0  | 0   | 0   |
| C                  | 34                 | Wajdi Dawo          | 2  | 0   | 0   |
| AP                 | 45                 | Ali Abd Rahim       | 0  | 0   | 0   |
| Allenatore:        |                    |                     |    |     |     |
| Fouad Abou Chakra  |                    |                     |    |     |     |

| Al Ahli Tripoli |  | Petro de Luanda |

| Al Ahli Tripoli | Statistiche        | Petro de Luanda |
| --------------- | ------------------ | --------------- |
|                 | Statistiche        |                 |
| 23/50 (46%)     | Tiri da due        | 17/37 (45%)     |
| 8/28 (28%)      | Tiri da tre        | 8/22 (36%)      |
| 18/22 (81%)     | Tiri liberi        | 9/15 (60%)      |
| 25              | Rimbalzi Offensivi | 8               |
| 29              | Rimbalzi Difensivi | 22              |
| 54              | Rimbalzi totali    | 30              |
| 19              | Assist             | 26              |
| 16              | Palle perse        | 18              |
| 12              | Palle rubate       | 13              |
| 5               | Stoppate           | 5               |
| 19              | Falli              | 18              |

| Campioni Basketball Africa League2025 |
| ------------------------------------- |
| Al Ahli Tripoli 1° Titolo             |

| Quintetto titolare   | Quintetto titolare | Quintetto titolare | Pt   | Rim  | Ass  |
| -------------------- | ------------------ | ------------------ | ---- | ---- | ---- |
| PG                   | 5                  | Childe Dundão      | 11   | 4    | 8    |
| G                    | 12                 | Rigoberto Mendoza  | 10   | 2    | 3    |
| AG                   | 14                 | Clésio Castro      | 6    | 1    | 1    |
| AP                   | 24                 | Glofate Buiamba    | 2    | 1    | 0    |
| AP                   | 28                 | Patrick Gardner    | 11   | 5    | 4    |
| Panchina:            |                    |                    |      |      |      |
| PG                   | 00                 | Gerson Domingos    | n.e. | n.e. | n.e. |
| G                    | 1                  | Eduardo Simão      | n.e. | n.e. | n.e. |
| C                    | 2                  | Yanick Moreira     | 1    | 4    | 2    |
| G                    | 7                  | Kendrick Ray       | 8    | 2    | 1    |
| PG                   | 10                 | Souleyman Diabaté  | 4    | 1    | 4    |
| AP                   | 13                 | Samson Mashebinu   | n.e. | n.e. | n.e. |
| AG                   | 15                 | Aboubacar Gakou    | 12   | 2    | 2    |
| G                    | 23                 | Samkelo Cele       | 2    | 0    | 1    |
| Allenatore:          |                    |                    |      |      |      |
| Sergio Valdeolmillos |                    |                    |      |      |      |

## Statistiche

### Leader statistici individuali
Fonte:
| Categoria                | Giocatore       | Squadra         | Statistica |
| ------------------------ | --------------- | --------------- | ---------- |
| Punti per partita        | Taefale Lenard  | MBB Basketball  | 22.7       |
| Rimbalzi per partita     | Assem Marei     | Al-Ahly Tripoli | 12.4       |
| Assist per partita       | Cameron Parker  | Kriol Star      | 7.8        |
| Palle rubate per partita | Taefale Lenard  | MBB Basketball  | 3.5        |
| Stoppate per partita     | Aliou Diarra    | APR Kingali     | 3.4        |
| Minuti per partita       | Ivan Almeida    | Kriol Star      | 37.5       |
| FG%                      | Aliou Diarra    | APR Kingali     | 55.7%      |
| 3P%                      | Madut Akec      | Rivers Hoopers  | 48.8%      |
| FT%                      | Pieter Prinsloo | MBB Basketball  | 100%       |

### Migliori prestazioni individuali
Fonte:
| Categoria    | Giocatore      | Squadra         | Statistica  |
| ------------ | -------------- | --------------- | ----------- |
| Punti        | Taefale Lenard | MBB Basketball  | 39          |
| Rimbalzi     | Assem Marei    | Al-Ahly Tripoli | 19          |
| Assist       | Childe Dundão  | Petro Atlético  | 11          |
| Assist       | John Jordan    | FUS Rabat       | 11          |
| Palle rubate | Madut Akec     | Rivers Hoopers  | 6           |
| Stoppate     | Aliou Diarra   | APR Kingali     | 8 (record)  |
| Tiri da tre  | Axel Mpoyo     | APR Kingali     | 10 (record) |

## Premi

### Riconoscimenti individuali
| Riconoscimento                   | Giocatore           | Squadra         | Note   |
| -------------------------------- | ------------------- | --------------- | ------ |
| Basketball Africa League MVP     | Jean Jacques Boissy | Al-Ahly Tripoli | [ 22 ] |
| BAL Defensive Player of the Year | Aliou Diarra        | APR Kingali     | [ 23 ] |
| BAL Coach of the Year            | Fouad Abou Chakra   | Al-Ahly Tripoli | [ 24 ] |
| BAL Sportsmanship Award          | Souleyman Diabaté   | Petro Atlético  | [ 22 ] |

### Quintetti ideali
| All-BAL First Team  | All-BAL First Team     |
| ------------------- | ---------------------- |
| Jaylen Adams        | Al-Ahly Tripoli        |
| Jean Jacques Boissy | Al-Ahly Tripoli        |
| Patrick Gardner     | Petro Atlético         |
| Aliou Diarra        | APR Kingali            |
| Majok Deng          | Al-Ittihad Alessandria |

| All-BAL Second Team | All-BAL Second Team |
| ------------------- | ------------------- |
| Mohamed Sadi        | Al-Ahly Tripoli     |
| Babacar Sané        | U.S. Monastir       |
| Ivan Almeida        | Kriol Star          |
| Teafale Lenard      | MBB Basketball      |
| Youssou Ndoye       | APR Kingali         |

| BAL All-Defensive First Team | BAL All-Defensive First Team |
| ---------------------------- | ---------------------------- |
| Obadiah Noel                 | APR Kingali                  |
| Jean Jacques Boissy          | Al-Ahly Tripoli              |
| Taefale Lenard               | MBB Basketball               |
| Aliou Diarra                 | APR Kingali                  |
| Caleb Agada                  | Al-Ahly Tripoli              |

| BAL All-Defensive Second Team | BAL All-Defensive Second Team |
| ----------------------------- | ----------------------------- |
| Childe Dundão                 | Petro Atlético                |
| Mohamed Sadi                  | Al-Ahly Tripoli               |
| Ivan Almeida                  | Kriol Star                    |
| Majok Deng                    | Al-Ittihad Alessandria        |
| Youssou Ndoye                 | APR Kingali                   |